# 山岸万里菜
山岸 万里菜（やまぎし まりな、11月21日 - ）は、日本のタレント、女優であり、アイドルグループ・Reve Pocketのメンバーである。東京都出身。

## 略歴
- 2009年 - 2012年、劇団東俳に所属。
- 2013年 - 2015年1月、アイドルユニット「涙 NAMIDA ナミダ」メンバーとして活動。
- 2015年9月 - 2016年7月、アイドルユニット「お掃除ユニットCLEAR'S」メンバーとして活動。
- 2017年7月、都内を中心にソロで音楽ライブを開始。
- 2024年9月7日、『TGC2024』にてアイドルグループ「Reve Pocket」のメンバーとして初お披露目。

## 人物
- 3歳からピアノ、バレエ、水泳をはじめる。
- 好きな食べ物は白子、牡蠣、あん肝、パンケーキ。炭水化物が食べられない。
- 趣味は野球観戦、映画鑑賞、掃除。
- 休みの日は母親と買い物か家で映画を観たり掃除をしたりする。
- 断捨離が好きで休日にいらないものを捨てるのが趣味である。まだ使えるベッドをその日に思い立って捨てたこともある。しかし、思い出の品は捨てられない。
- 小学生時代は学級委員、中学、高校では生徒会の副会長をしていた。
- 小学校の卒業式、中学校の合唱コンクールでは3年間伴奏を担当した。
- 中学時代は夏は水泳部、バレーボール部、茶華道部に所属。また大会がある時だけ陸上部員になっていた。
- 高校はバレエ科の学校で、バレエの実技の推薦で入学した。
- 高校時代は日焼けをしたくないために3年間長袖のセーターと日傘で登校していた。

## 出演

### テレビ番組
- 竹山ロックンロール（テレビ埼玉、2015年4月）
- 直撃!コロシアム!! ズバッと!TV（TBS、2016年7月）
- イイコト!11510〜ハートフルナビゲーション〜（テレビ神奈川、2016年8月 - 9月） - 映画紹介MC

### ウェブ番組
- #日本で一番カワイイ女の子をこの番組が、決めちゃうゾTV表参道1位（AbemaTV、2017年3月）
- DTテレビ（AbemaTV、2018年2月）
- ニコジョッキー大喜利キング（ニコニコチャンネル、2018年3月）
- 山岸万里菜の唯一無二（Cwave/AbemaTV FRESH!）[1] - 毎月第3木曜日レギュラー
- あぶなげ女子（笑や/AbemaTV FRESH!）[2] - 毎月第4月曜日レギュラー

### 映画
- ゆめはるか（2015年）
- 地下の中心で愛を叫ぶ（2015年)
- 劇場版 MOZU（2015年）
- ホーンテッド・キャンパス（角川映画、2015年）
- プラネット・オブ・アメーバ（2018年12月22日、マメゾウピクチャーズ） - 女子高生A 役[3]

### CM
- ラスト・キス（2015年）
- ケンタッキーフライドチキン（2015年）
- アース製薬 渦巻香（2015年）
- アクエリアス（2015年）
- 大塚製薬 ポカリスエット（2015年）
- JCB（2015年）
- ミツカン（2015年）
- 花王 ビオレ（2015年）
- 第一生命（2016年）
- ソフトバンク（2015年）
- NTTぷらら（2015年、WebCM）
- 大塚製薬 カロリーメイト（2015年）

### MV
- 浜崎あゆみ（2015年）

### 舞台
- 空間演人「GO,JET!GO!GO! VOL.1」（2017年3月1日 - 6日、アクアスタジオ） - 夏代 役
- 空間演人「Juliet」（2017年3月15日 - 20日、両国Air studio） - 里奈 役
- 空間演人「腐テキ★REVOLUTION〜君こそ勇者〜」（2017年5月10日 - 15日、両国Air studio） - 千広 役
- STRAY DOG「あなたには帰る家がある[4]」（2017年6月23日 - 7月2日、ワーサルシアター八幡山） - 保坂やよい 役
- 空間演人「火の風にのって」（2017年9月、両国Air studio） - スペシャルゲスト出演
- 空間演人「ポーカーフェイス／交差」（2017年11月2日 - 13日、両国Air studio） - アサノアツコ 役（ヒロイン）
- なないろ「てやんDays」（2017年12月30日 - 2018年1月2日、シアターモリエール） - 珠子 役（準主役）
- STRAY DOG「心は孤独なアトム」（2018年1月24日 - 28日、シアターグリーンBIGTREE THEATRE） - メルモ 役
- FBI「スキゾフレニック・ツーリズム〜迎え人はアリアを歌う〜」（2018年）

### その他
- 着物クイーンコンテスト ファイナリスト（2017年）
- うえの桜フェスタ2017きものショー（2017年）
- idol byやまと（2015年） - モデル
- 国際交流基金（2015年） - スチール
- 日清食品 カップヌードル（Vine広告）